# Rosenheim

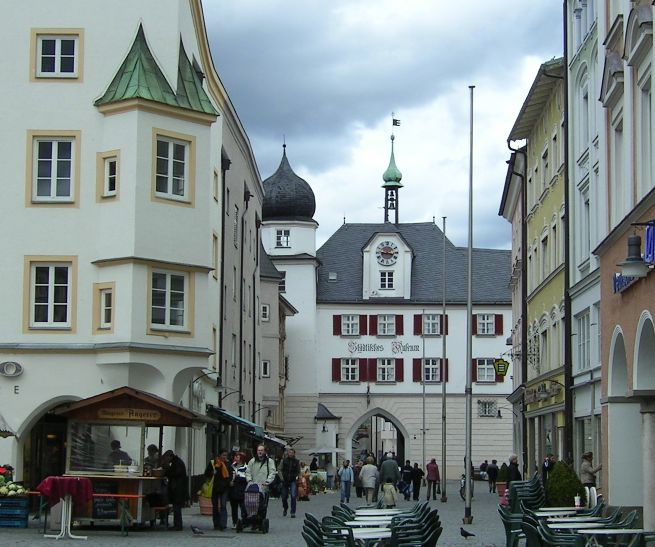
Centrum miasta

Rosenheim – miasto na prawach powiatu w Niemczech, w kraju związkowym Bawaria, w rejencji Górna Bawaria, siedziba regionu Südostoberbayern oraz powiatu ziemskiego Rosenheim. Zamieszkuje je około 61 512 osób (31 grudnia 2011).
Najbliżej położone duże miasta: Monachium ok. 70 km na północ, Praga – ok. 400 km na północny wschód i Wiedeń – ok. 400 km na południowy wschód.
W mieście rozwinął się przemysł elektroniczny, elektrotechniczny oraz materiałów budowlanych. 

## Historia
Za czasów rzymskich około 5 km na północ od dzisiejszego miasta znajdowały się: obóz wojskowy, osada oraz ośrodek garncarski. Nazwa Rosenheim wzmiankowana jest po raz pierwszy w 1232 roku. W 1328 miejscowość otrzymała prawa do organizowania targów, a w 1444 – do pobierania ceł. W 1560 otrzymano prawo do handlu solą. Od 1603 Rosenheim był osobną parafią, z siedzibą w kościele św. Mikołaja. W 1641 prawie cała średniowieczna zabudowa rynku uległa zniszczeniu podczas pożaru. W latach 1742–1745 miejscowość była rabowana podczas napadów pandurów.
W 1857 uzyskano połączenie kolejowe do Monachium, rok później oddano do użytku stację kolejową, którą rozbudowano w 1868. 15 września 1864 król Ludwik II Wittelsbach nadał Rosenheimowi prawa miejskie. W 1876 wzniesiono nowy budynek dworca, a starą stację rok później przekształcono w nowy budynek ratusza. W latach 1864–1914 liczba ludności miasta wzrosła z 4600 do prawie 17 tysięcy.
Podczas II wojny światowej miasto nawiedziło 14 ataków bombowych, które zniszczyły okolice dworca, a 201 osób straciło życie. 2 marca 1945 wojska amerykańskie zajęły bez walki Rosenheim. W 1982 otwarto nowy budynek urzędu miasta.

## Sport
- Starbulls Rosenheim – klub hokejowy

## Urodzeni w Rosenheimie
- Hermann Göring (1893-1946) działacz nazistowski, jeden z przywódców III Rzeszy, zbrodniarz wojenny,
- Robert Müller (1980-2009) bramkarz hokejowy.

## Współpraca
Miejscowości partnerskie:
- Francja: Briançon
- Turyngia: Greiz
- Japonia: Ichikawa
- Austria: Kufstein
- Włochy: Lazise